# Пішак Василь Павлович
Васи́ль Па́влович Піша́к (нар. 3 листопада 1940, с. Селище, нині — Дністровського району, Чернівецької області) — український науковець, доктор медичних наук, професор, завідувач кафедри медичної біології, генетики та фармацевтичної ботаніки. Протягом 1993—2010 років — ректор Буковинського державного медичного університету. Академік УАН вищої освіти України, член-кореспондент НАПН України, заслужений працівник освіти України, лауреат державної премії України в галузі науки і техніки, премії імені О. О. Богомольця НАН України. Кавалер ордена «Знак пошани», орденів «За заслуги» III та II ступенів, нагороджений знаком «Відмінник охорони здоров'я», 2000 — почесний громадянин Чернівців. Лауреат обласних премій — імені Ю. Федьковича та імені О. Поповича. Ім'я Василя Пішака включено до альманаху «Золота книга української еліти». Почесний професор Тернопільського державного медичного університету імені І. Я. Горбачевського.

## Життєпис
Походить із селянської родини. Біологією захопився ще у школі. Після восьми класів вступив до Чернівецького медичного училища, 1957 року здобув фах фельдшера. 1966 року закінчив лікувальний факультет Чернівецького державного медичного інституту. Дістав направлення на кафедру медичної біології та генетики, де й залишився працювати.
Працював асистентом, старшим викладачем, доцентом. Отримав звання професора — став завідувачем кафедри медичної біології, генетики та фармацевтичної ботаніки.
1974 року здобув ще одну освіту на вечірньому відділенні — біологічний факультет Чернівецького державного університету імені Юрія Федьковича.
Протягом 1981—1985 років — декан педіатричного, 1985—1993 — лікувального факультету.
З 1993 року — ректор Чернівецького медичного інституту.
З 2010 року — завідувач кафедри медичної біології, генетики і фармацевтичної ботаніки Буковинського державного медичного університету.
Напрями досліджень:
- ендокринна система,
- структурна та функціональна організація хроноритмів людини і тварин.

У своїх працях досліджував місце та роль шишкоподібної залози в забезпеченні функцій нирок у онтогенезі й філогенезі.
Загалом написав понад 1000 наукових та навчально-методичних праць, з них — 112 монографій, підручників і навчальних посібників, зареєстрував 44 винаходи.
Як педагог підготував до захисту 20 кандидатських і 7 докторських дисертацій.
Входить до складу редакційних колегій та редакційних рад часописів «Експериментальна та клінічна фізіологія і біохімія», «Фізіологічний журнал», «Acta medica leopoliensia».

## Родина
Дружина Марія Миколаївна, з того ж села, що і Василь Пішак — лікар-ендокринолог, виховали дочку Ольгу, також медик, доктор медичних наук, професор. Доглядають за двома онучками.
У вільний час займається пасічництвом.